# Physocrobylus
Physocrobylus är ett släkte av insekter. Physocrobylus ingår i familjen gräshoppor.
Kladogram enligt Catalogue of Life:
| Physocrobylus | \| \| Physocrobylus burtti \| \| \| \| \| \| Physocrobylus tessa \| \| \| \| |
|               | \| \| Physocrobylus burtti \| \| \| \| \| \| Physocrobylus tessa \| \| \| \| |
|               | Physocrobylus burtti                                                         |
|               |                                                                              |
|               | Physocrobylus tessa                                                          |
|               |                                                                              |